# Palín
Palín – miasto w Gwatemali w departamencie Escuintla. Leży około 18 km na północny wschód od stolicy departamentu miasta Escuintla, w dolinie pomiędzy dwoma wulkanami Pacaya i Agua. Według danych szacunkowych w 2012 roku liczba ludności miasta wyniosła 59 282 mieszkańców. Przemysł spożywczy, włókienniczy.

## Gmina Palín
Miasto jest siedzibą władz gminy o tej samej nazwie, która w 2012 roku liczyła 60 927 mieszkańców. Gmina jest bardzo mała, a jej powierzchnia obejmuje zaledwie 88 km².